# ISO 3166-2:TM
ISO 3166-2:TM — стандарт Міжнародної організації зі стандартизації, який визначає геокоди. Є частиною стандарту ISO 3166-2, що належать Туркменістану. Стандарт охоплює п'ять областей (велаятів) та одне місто-столицю із правами велаяту.

## Загальні відомості
Кожен геокод складається з двох частин: коду Alpha2 за стандартом ISO 3166-1 для Туркменістану — TM та додаткового односимвольного коду, записаних через дефіс. Додатковий односимвольний код утворений однією літерою, як правило, співзвучною з англійською назвою велаяту. Код столиці позначається буквою — S. Геокоди міста та велаятів є підмножиною коду домену верхнього рівня — TM, присвоєного Туркменістану відповідно до стандартів ISO 3166-1.

## Геокоди Туркменістану
Геокоди 1-го міста та 5-х велаятів адміністративно-територіального поділу Туркменістану.
| №* | Геокод | Адміністративна одиниця | Статус |
| -- | ------ | ----------------------- | ------ |
|    | TM-S   | Ашгабат                 | місто  |
| 1  | TM-A   | Ахалський велаят        | велаят |
| 2  | TM-B   | Балканський велаят      | велаят |
| 3  | TM-D   | Дашогузький велаят      | велаят |
| 4  | TM-L   | Лебапський велаят       | велаят |
| 5  | TM-M   | Марийський велаят       | велаят |

* Порядковий номер адміністративної одиниці відповідає номеру позиції на мапі «Адміністративний поділ Туркменістану»

## Геокоди прикордонних для Туркменістану держав
- Казахстан — ISO 3166-2:KZ (на півночі),
- Узбекистан — ISO 3166-2:UZ (на півночі та північному сході),
- Афганістан — ISO 3166-2:AF (на південному сході),
- Іран — ISO 3166-2:IR (на півдні),
- Азербайджан — ISO 3166-2:AZ (на заході, морський кордон).